# Lijst van gemeentelijke monumenten in Ravenstein
De plaats Ravenstein, onderdeel van de gemeente Oss, kent 29 objecten die gemeentelijk monument zijn. Hieronder een overzicht. 
N.B.: Ieder gebouw/object is hier maar één keer opgenomen, zelfs als het (bijvoorbeeld vanwege meerdere huisnummers) meerdere keren op de monumentenlijst van de gemeente voorkomt.
| Object                                                              | Bouwjaar | Architect | Locatie                           | Coördinaten                   | Nr.       | Afbeelding        |
| ------------------------------------------------------------------- | -------- | --------- | --------------------------------- | ----------------------------- | --------- | ----------------- |
| Herenhuis                                                           |          |           | Contre Escarpe 2                  | 51° 47' 41" NB, 5° 39' 2" OL  | 0828/G701 | Meer afbeeldingen |
| Woonhuis                                                            |          |           | Doolhof 5                         | 51° 47' 43" NB, 5° 39' 16" OL | 0828/G702 | Meer afbeeldingen |
| Woonhuis                                                            |          |           | Graafsestraat 20                  | 51° 47' 36" NB, 5° 39' 17" OL | 0828/G725 | Meer afbeeldingen |
| Woonhuis                                                            |          |           | Grotestraat 15                    | 51° 47' 36" NB, 5° 38' 58" OL | 0828/G726 | Meer afbeeldingen |
| Villa                                                               |          |           | Grotestraat 18                    | 51° 47' 36" NB, 5° 38' 57" OL | 0828/G727 | Meer afbeeldingen |
| Boerderij                                                           |          |           | Grotestraat 22                    | 51° 47' 35" NB, 5° 38' 56" OL | 0828/G728 | Meer afbeeldingen |
| Villa                                                               |          |           | Grotestraat 26                    | 51° 47' 34" NB, 5° 38' 55" OL | 0828/G729 | Villa             |
| V.m. rentmeesterswoning, pension en kapel (Klooster Huize Nazareth) |          |           | Kasteelseplaats 3 en 5            | 51° 47' 51" NB, 5° 38' 60" OL | 0828/G724 | Meer afbeeldingen |
| Diephuis                                                            |          |           | Kolonel Wilsstraat 6              | 51° 47' 50" NB, 5° 39' 11" OL | 0828/G718 | Meer afbeeldingen |
| Diephuis                                                            |          |           | Kolonels Wilsstraat 15            | 51° 47' 50" NB, 5° 39' 11" OL | 0828/G719 | Meer afbeeldingen |
| Diephuis (winkel)                                                   |          |           | Kolonel Wilsstraat 23/Maasdijk 39 | 51° 47' 50" NB, 5° 39' 12" OL | 0828/G720 | Meer afbeeldingen |
| Samengesteld huis (dubbel woonhuis)                                 |          |           | Landpoortstraat 5-7               | 51° 47' 43" NB, 5° 39' 2" OL  | 0828/G703 | Meer afbeeldingen |
| Diephuis                                                            |          |           | Landpoortstraat 8                 | 51° 47' 46" NB, 5° 39' 3" OL  | 0828/G704 | Meer afbeeldingen |
| Smederijgebouw                                                      |          |           | Landpoortstraat 19                | 51° 47' 42" NB, 5° 39' 3" OL  | 0828/G705 | Meer afbeeldingen |
| Herberg/veerhuis                                                    |          |           | Maasdijk 33                       | 51° 47' 45" NB, 5° 39' 26" OL | 0828/G706 | Meer afbeeldingen |
| Diephuis                                                            |          |           | Maasdijk 41                       | 51° 47' 51" NB, 5° 39' 12" OL | 0828/G707 | Meer afbeeldingen |
| Diephuis                                                            |          |           | Maasdijk 43                       | 51° 47' 52" NB, 5° 39' 10" OL | 0828/G708 | Meer afbeeldingen |
| Diephuis                                                            |          |           | Marktstraat 18                    | 51° 47' 49" NB, 5° 39' 7" OL  | 0828/G710 | Meer afbeeldingen |
| Diephuis                                                            |          |           | Marktstraat 19                    | 51° 47' 50" NB, 5° 39' 7" OL  | 0828/G709 | Meer afbeeldingen |
| Diephuis                                                            |          |           | Marktstraat 25                    | 51° 47' 51" NB, 5° 39' 8" OL  | 0828/G711 | Meer afbeeldingen |
| Woonhuis                                                            |          |           | Marktstraat 27                    | 51° 47' 51" NB, 5° 39' 8" OL  | 0828/G712 | Meer afbeeldingen |
| Woonhuis                                                            |          |           | Middelstraat 1A-1B-1C             | 51° 47' 49" NB, 5° 39' 10" OL | 0828/G718 | Meer afbeeldingen |
| Langgevelhuis                                                       |          |           | Nieuwstraat 4                     | 51° 47' 47" NB, 5° 39' 7" OL  | 0828/G713 | Meer afbeeldingen |
| Dwarshuis                                                           |          |           | Nieuwstraat 6                     | 51° 47' 50" NB, 5° 39' 12" OL | 0828/G714 | Meer afbeeldingen |
| Diephuis                                                            |          |           | Nieuwstraat 12                    | 51° 47' 47" NB, 5° 39' 9" OL  | 0828/G715 | Meer afbeeldingen |
| Dwarshuis                                                           |          |           | Nieuwstraat 28                    | 51° 47' 49" NB, 5° 39' 11" OL | 0828/G716 | Meer afbeeldingen |
| Leerlooierij (binnengrachtse oever)                                 |          |           | Walstraat 20                      | 51° 47' 43" NB, 5° 39' 9" OL  | 0828/G717 | Meer afbeeldingen |
| Diephuis                                                            |          |           | Winkelstraat 2                    | 51° 47' 47" NB, 5° 39' 5" OL  | 0828/G721 | Meer afbeeldingen |
| Dwarshuispoort                                                      |          |           | Winkelstraat 3                    | 51° 47' 48" NB, 5° 39' 5" OL  | 0828/G722 | Meer afbeeldingen |